# Músculo oponente del dedo meñique del pie
El oponente del dedo mínimo del pie es un músculo situado en el pie, debajo del músculo flexor corto del quinto dedo, con el cual suele ser confundido.
El músculo oponente del V dedo está situado profundamente al flexor corto del V dedo. Es inconstante. Sus inserciones posteriores son comunes con las del flexor corto (en la vaina del peroneo largo, a la altura del cuboides, en el extremo posterior del V metatarsiano), pero se separa de él, después de un trayecto variable, para insertarse en los dos tercios anteriores de la diáfisis del V metatarsiano. Comparte las relaciones del flexor corto, situado de modo más superficial. Al igual que el flexor corto del quinto dedo, está inervado por un ramo procedente del nervio plantar lateral.
Su acción es igual que el flexor corto del dedo pequeño, flexionar el dedo pequeño. También tiene una función atrofiada que es la que le da su nombre, es decir, oponer el dedo, lo cual es imposible en el pie humano y es una reminiscencia de la herencia homínida de nuestra especie.